# Austrian Open 1998 - Qualificazioni singolare
Le qualificazioni del singolare  dell'Austrian Open 1998 sono state un torneo di tennis preliminare per accedere alla fase finale della manifestazione. I vincitori dell'ultimo turno sono entrati di diritto nel tabellone principale. In caso di ritiro di uno o più giocatori aventi diritto a questi sono subentrati i lucky loser, ossia i giocatori che hanno perso nell'ultimo turno ma che avevano una classifica più alta rispetto agli altri partecipanti che avevano comunque perso nel turno finale.
Le qualificazioni del torneo Austrian Open 1998 prevedevano 48 partecipanti di cui 6 sono entrati nel tabellone principale.

## Teste di serie
1. Marco Meneschincheri (Qualificato)
2. Bernd Karbacher (ultimo turno)
3. Oscar Serrano-Gamez (ultimo turno)
4. Jaime Oncins (ultimo turno)
5. Oleg Ogorodov (ultimo turno)
6. Luis Morejon (ultimo turno)

1. Nenad Zimonjić (primo turno)
2. Wayne Arthurs (Qualificato)
3. Jiří Vaněk (primo turno)
4. Andrés Schneiter (Qualificato)
5. Rainer Falenti (primo turno)
6. Stéphane Huet (Qualificato)

## Qualificati
1. Marco Meneschincheri
2. Stéphane Huet
3. Lars Rehmann

1. Andrés Schneiter
2. Wayne Arthurs
3. Thomas Schiessling

## Tabellone

### Legenda
| - Q = Qualificato - WC = Wild card - LL = Lucky loser | - ALT = Alternate - SE = Special Exempt - PR = Protected Ranking | - w/o = Walkover - r = Ritirato - d = Squalificato |

### Sezione 1
|  | Primo turno            | Primo turno            | Primo turno            | Primo turno | Primo turno |  |  | Secondo turno       | Secondo turno          | Secondo turno          | Secondo turno       | Secondo turno       |   |   | Ultimo turno | Ultimo turno         | Ultimo turno         | Ultimo turno | Ultimo turno |  |
|  |                        |                        |                        |             |             |  |  |                     |                        |                        |                     |                     |   |   |              |                      |                      |              |              |  |
|  | 1                      | Marco Meneschincheri   | Marco Meneschincheri   | 6           | 6           |  |  |                     |                        |                        |                     |                     |   |   |              |                      |                      |              |              |  |
|  |                        | Paul Hartveg           | Paul Hartveg           | 4           | 2           |  |  | 1                   | Marco Meneschincheri   | Marco Meneschincheri   | 6                   | 7                   |   |   |              |                      |                      |              |              |  |
|  | Emilio Viuda-Hernandez | Emilio Viuda-Hernandez | Emilio Viuda-Hernandez | 6           | 6           |  |  |                     | Emilio Viuda-Hernandez | Emilio Viuda-Hernandez | 4                   | 6                   |   |   |              |                      |                      |              |              |  |
|  | Markus Wislsperger     | Markus Wislsperger     | Markus Wislsperger     | 4           | 4           |  |  |                     |                        |                        |                     |                     |   |   | 1            | Marco Meneschincheri | Marco Meneschincheri | 6            | 6            |  |
|  | Mathias Schwarzler     | Mathias Schwarzler     | Mathias Schwarzler     | 6           | 6           |  |  |                     |                        |                        | Gabrio Castrichella | Gabrio Castrichella | 3 | 1 |              |                      |                      |              |              |  |
|  | Alexander Peya         | Alexander Peya         | Alexander Peya         | 4           | 1           |  |  | Mathias Schwarzler  | Mathias Schwarzler     | Mathias Schwarzler     | 4                   | 2                   |   |   |              |                      |                      |              |              |  |
|  |                        | Gabrio Castrichella    | Gabrio Castrichella    | 7           | 7           |  |  | Gabrio Castrichella | Gabrio Castrichella    | Gabrio Castrichella    | 6                   | 6                   |   |   |              |                      |                      |              |              |  |
|  | 11                     | Rainer Falenti         | Rainer Falenti         | 6           | 6           |  |  |                     |                        |                        |                     |                     |   |   |              |                      |                      |              |              |  |

### Sezione 2
|  | Primo turno         | Primo turno         | Primo turno         | Primo turno | Primo turno |  |  | Secondo turno | Secondo turno     | Secondo turno     | Secondo turno | Secondo turno |   |   | Ultimo turno | Ultimo turno    | Ultimo turno    | Ultimo turno | Ultimo turno |  |
|  |                     |                     |                     |             |             |  |  |               |                   |                   |               |               |   |   |              |                 |                 |              |              |  |
|  | 2                   | Bernd Karbacher     | Bernd Karbacher     | 6           | 6           |  |  |               |                   |                   |               |               |   |   |              |                 |                 |              |              |  |
|  |                     | Ruben Fernandez-Gil | Ruben Fernandez-Gil | 1           | 1           |  |  | 2             | Bernd Karbacher   | Bernd Karbacher   | 7             | 6             |   |   |              |                 |                 |              |              |  |
|  | Konstantin Gruber   | Konstantin Gruber   | Konstantin Gruber   | 6           | 6           |  |  |               | Konstantin Gruber | Konstantin Gruber | 6             | 2             |   |   |              |                 |                 |              |              |  |
|  | Joan Jimenez-Guerra | Joan Jimenez-Guerra | Joan Jimenez-Guerra | 3           | 3           |  |  |               |                   |                   |               |               |   |   | 2            | Bernd Karbacher | Bernd Karbacher | 6            | 3            |  |
|  | Gonzalo Fernández   | Gonzalo Fernández   | Gonzalo Fernández   | 6           | 7           |  |  |               |                   | 12                | Stéphane Huet | Stéphane Huet | 7 | 6 |              |                 |                 |              |              |  |
|  | Thomas Strengberger | Thomas Strengberger | Thomas Strengberger | 2           | 6           |  |  |               | Gonzalo Fernández | Gonzalo Fernández | 3             | 1             |   |   |              |                 |                 |              |              |  |
|  | 12                  | Stéphane Huet       | 6                   | 3           | 6           |  |  | 12            | Stéphane Huet     | Stéphane Huet     | 6             | 6             |   |   |              |                 |                 |              |              |  |
|  |                     | Zbynek Mlynarik     | 4                   | 6           | 3           |  |  |               |                   |                   |               |               |   |   |              |                 |                 |              |              |  |

### Sezione 3
|  | Primo turno          | Primo turno          | Primo turno         | Primo turno | Primo turno |  |  | Secondo turno  | Secondo turno       | Secondo turno  | Secondo turno | Secondo turno |   |   | Ultimo turno | Ultimo turno        | Ultimo turno        | Ultimo turno | Ultimo turno |  |
|  |                      |                      |                     |             |             |  |  |                |                     |                |               |               |   |   |              |                     |                     |              |              |  |
|  | 3                    | Oscar Serrano-Gamez  | Oscar Serrano-Gamez | 6           | 6           |  |  |                |                     |                |               |               |   |   |              |                     |                     |              |              |  |
|  |                      | Herbert Wiltschnig   | Herbert Wiltschnig  | 3           | 2           |  |  | 3              | Oscar Serrano-Gamez | 7              | 1             | 7             |   |   |              |                     |                     |              |              |  |
|  | Fernon Wibier        | Fernon Wibier        | Fernon Wibier       | 6           | 7           |  |  |                | Fernon Wibier       | 6              | 6             | 6             |   |   |              |                     |                     |              |              |  |
|  | Georg Blumauer       | Georg Blumauer       | Georg Blumauer      | 3           | 6           |  |  |                |                     |                |               |               |   |   | 3            | Oscar Serrano-Gamez | Oscar Serrano-Gamez | 3            | 4            |  |
|  | Ingo Neumuller       | Ingo Neumuller       | 7                   | 1           | 7           |  |  |                |                     |                | Lars Rehmann  | Lars Rehmann  | 6 | 6 |              |                     |                     |              |              |  |
|  | Lars-Anders Wahlgren | Lars-Anders Wahlgren | 6                   | 6           | 6           |  |  | Ingo Neumuller | Ingo Neumuller      | Ingo Neumuller | 3             | 3             |   |   |              |                     |                     |              |              |  |
|  |                      | Lars Rehmann         | Lars Rehmann        | 6           | 6           |  |  | Lars Rehmann   | Lars Rehmann        | Lars Rehmann   | 6             | 6             |   |   |              |                     |                     |              |              |  |
|  | 9                    | Jiří Vaněk           | Jiří Vaněk          | 1           | 2           |  |  |                |                     |                |               |               |   |   |              |                     |                     |              |              |  |

### Sezione 4
|  | Primo turno          | Primo turno          | Primo turno          | Primo turno | Primo turno |  |  | Secondo turno | Secondo turno    | Secondo turno    | Secondo turno    | Secondo turno |   |   | Ultimo turno | Ultimo turno | Ultimo turno | Ultimo turno | Ultimo turno |  |
|  |                      |                      |                      |             |             |  |  |               |                  |                  |                  |               |   |   |              |              |              |              |              |  |
|  | 4                    | Jaime Oncins         | Jaime Oncins         | 6           | 6           |  |  |               |                  |                  |                  |               |   |   |              |              |              |              |              |  |
|  |                      | Mattias Hellstrom    | Mattias Hellstrom    | 4           | 2           |  |  | 4             | Jaime Oncins     | Jaime Oncins     | 6                | 6             |   |   |              |              |              |              |              |  |
|  | Andreas Fasching     | Andreas Fasching     | Andreas Fasching     | 6           | 6           |  |  |               | Andreas Fasching | Andreas Fasching | 2                | 2             |   |   |              |              |              |              |              |  |
|  | Marcus Hilpert       | Marcus Hilpert       | Marcus Hilpert       | 2           | 1           |  |  |               |                  |                  |                  |               |   |   | 4            | Jaime Oncins | 4            | 6            | 6            |  |
|  | Per Thornadsson      | Per Thornadsson      | Per Thornadsson      | 6           | 6           |  |  |               |                  | 10               | Andrés Schneiter | 6             | 3 | 7 |              |              |              |              |              |  |
|  | Rafael Serpa Guiñazu | Rafael Serpa Guiñazu | Rafael Serpa Guiñazu | 4           | 3           |  |  |               | Per Thornadsson  | Per Thornadsson  | 3                | 4             |   |   |              |              |              |              |              |  |
|  | 10                   | Andrés Schneiter     | 3                    | 6           | 6           |  |  | 10            | Andrés Schneiter | Andrés Schneiter | 6                | 6             |   |   |              |              |              |              |              |  |
|  |                      | Sándor Noszály       | 6                    | 0           | 2           |  |  |               |                  |                  |                  |               |   |   |              |              |              |              |              |  |

### Sezione 5
|  | Primo turno        | Primo turno        | Primo turno        | Primo turno | Primo turno |  |  | Secondo turno | Secondo turno      | Secondo turno | Secondo turno | Secondo turno |   |   | Ultimo turno | Ultimo turno  | Ultimo turno  | Ultimo turno | Ultimo turno |  |
|  |                    |                    |                    |             |             |  |  |               |                    |               |               |               |   |   |              |               |               |              |              |  |
|  | 5                  | Oleg Ogorodov      | Oleg Ogorodov      | 7           | 7           |  |  |               |                    |               |               |               |   |   |              |               |               |              |              |  |
|  |                    | Sandro Della Piana | Sandro Della Piana | 6           | 6           |  |  | 5             | Oleg Ogorodov      | 6             | 5             | 6             |   |   |              |               |               |              |              |  |
|  | Aleksandar Kitinov | Aleksandar Kitinov | 3                  | 6           | 6           |  |  |               | Aleksandar Kitinov | 3             | 7             | 4             |   |   |              |               |               |              |              |  |
|  | Michel Kratochvil  | Michel Kratochvil  | 6                  | 3           | 4           |  |  |               |                    |               |               |               |   |   | 5            | Oleg Ogorodov | Oleg Ogorodov | 4            | 4            |  |
|  | Mariano Hood       | Mariano Hood       | Mariano Hood       | 6           | 6           |  |  |               |                    | 8             | Wayne Arthurs | Wayne Arthurs | 6 | 6 |              |               |               |              |              |  |
|  | Giunior Ghedina    | Giunior Ghedina    | Giunior Ghedina    | 0           | 0           |  |  |               | Mariano Hood       | Mariano Hood  | 6             | 4             |   |   |              |               |               |              |              |  |
|  | 8                  | Wayne Arthurs      | Wayne Arthurs      | 6           | 6           |  |  | 8             | Wayne Arthurs      | Wayne Arthurs | 7             | 6             |   |   |              |               |               |              |              |  |
|  |                    | Martin Spottl      | Martin Spottl      | 1           | 3           |  |  |               |                    |               |               |               |   |   |              |               |               |              |              |  |

### Sezione 6
|  | Primo turno           | Primo turno           | Primo turno        | Primo turno | Primo turno |  |  | Secondo turno      | Secondo turno      | Secondo turno   | Secondo turno      | Secondo turno |   |   | Ultimo turno | Ultimo turno | Ultimo turno | Ultimo turno | Ultimo turno |  |
|  |                       |                       |                    |             |             |  |  |                    |                    |                 |                    |               |   |   |              |              |              |              |              |  |
|  | 6                     | Luis Morejon          | Luis Morejon       | 6           | 4           |  |  |                    |                    |                 |                    |               |   |   |              |              |              |              |              |  |
|  |                       | Rene Nicklisch        | Rene Nicklisch     | 3           | 1r          |  |  | 6                  | Luis Morejon       | Luis Morejon    | 6                  | 6             |   |   |              |              |              |              |              |  |
|  | Werner Eschauer       | Werner Eschauer       | 4                  | 7           | 3           |  |  |                    | Werner Eschauer    | Werner Eschauer | 0                  | 4             |   |   |              |              |              |              |              |  |
|  | Ulrich Jasper Seetzen | Ulrich Jasper Seetzen | 6                  | 5           | 0r          |  |  |                    |                    |                 |                    |               |   |   | 6            | Luis Morejon | 4            | 6            | 2            |  |
|  | Thomas Schiessling    | Thomas Schiessling    | Thomas Schiessling | 6           | 6           |  |  |                    |                    |                 | Thomas Schiessling | 6             | 1 | 6 |              |              |              |              |              |  |
|  | Petr Spousta          | Petr Spousta          | Petr Spousta       | 3           | 3           |  |  | Thomas Schiessling | Thomas Schiessling | 3               | 6                  | 6             |   |   |              |              |              |              |              |  |
|  |                       | Daniel Orsanic        | Daniel Orsanic     | 7           | 6           |  |  | Daniel Orsanic     | Daniel Orsanic     | 6               | 2                  | 3             |   |   |              |              |              |              |              |  |
|  | 7                     | Nenad Zimonjić        | Nenad Zimonjić     | 5           | 4           |  |  |                    |                    |                 |                    |               |   |   |              |              |              |              |              |  |